# Comté d'Otsego (New York)
Pour les articles homonymes, voir Comté d'Otsego.
Le comté d'Otsego (en anglais : Otsego County) est l'un des 62 comtés de l'État de New York, aux États-Unis. Le siège du comté est Cooperstown. 

## Histoire
Le comté fut fondé en 1791. Le nom Otsego est un mot amérindien signifiant « endroit du rocher ».

## Population
La population du comté s'élevait à 58 524 habitants au recensement de 2020.

## Comtés adjacents
- comté de Herkimer au nord,
- comté de Montgomery au nord-est,
- comté de Schoharie à l'est,
- comté de Delaware au sud,
- comté de Chenango au sud-ouest,
- comté d'Oneida au nord-ouest,
- comté de Madison au nord-ouest,

## Municipalités du comté
- Decatur

## Personnalités liées au comté
- Burley Follett (1806-1877), un maire de Green Bay.

Sur les autres projets Wikimedia :
- Comté d'Otsego (New York), sur Wikimedia Commons